# Ditrigona
Ditrigona este un gen de insecte lepidoptere din familia Drepanidae.

## Specii[1]
- Ditrigona aphya
- Ditrigona artema
- Ditrigona berres
- Ditrigona birmanica
- Ditrigona candida
- Ditrigona cerodeta
- Ditrigona chama
- Ditrigona chionea
- Ditrigona cirruncata
- Ditrigona conflexaria
- Ditrigona derocina
- Ditrigona diana
- Ditrigona differenciata
- Ditrigona erminea
- Ditrigona fasciata
- Ditrigona fulvicosta
- Ditrigona furvicosta
- Ditrigona guinaria
- Ditrigona idaeoides
- Ditrigona inconspicua
- Ditrigona innotata
- Ditrigona jardanaria
- Ditrigona komarovi
- Ditrigona legnichrysa
- Ditrigona leucophaea
- Ditrigona lineata
- Ditrigona margarita
- Ditrigona marmorea
- Ditrigona media
- Ditrigona micronioides
- Ditrigona mytylata
- Ditrigona nivea
- Ditrigona obliquilinea
- Ditrigona paludicola
- Ditrigona pentesticha
- Ditrigona platytes
- Ditrigona policharia
- Ditrigona polyobotaria
- Ditrigona pomonaria
- Ditrigona procaria
- Ditrigona pruinosa
- Ditrigona quinquelineata
- Ditrigona regularis
- Ditrigona sacra
- Ditrigona sciara
- Ditrigona sericea
- Ditrigona spatulata
- Ditrigona spilota
- Ditrigona spodia
- Ditrigona tephroides
- Ditrigona thibetaria
- Ditrigona titana
- Ditrigona triangularia
- Ditrigona typhodes
- Ditrigona wilkinsoni
- Ditrigona virgo